# 元亀進之介
元亀  進之介（げんき しんのすけ、1993年10月22日 - ）は、高知県土佐清水市出身で、阿武松部屋に所属した元大相撲力士。本名同じ。身長168.5cm、体重115.1kg、血液型はB型。最高位は西幕下8枚目（2017年7月場所）。

## 来歴
公務員の家庭に生まれる。兄が土佐清水少年相撲団に通っていたことに影響を受けて、3歳の時に相撲を始めた。小学生の時は厳しい稽古に耐えられず休みがちだったが、土佐清水市立清水中学校に進学すると、相撲部の雰囲気に馴染むことが出来たため、2年次に全国中学校相撲選手権大会（全中）で個人ベスト32、3年次に全国都道府県中学生相撲選手権大会で団体3位の成績を残した。3年次に出場した全中の会場で埼玉栄高校の勧誘を受けたため、中学校卒業後は同高校に進学した。高校の同期には大栄翔らがいる。高校2年次に国体少年の部で団体優勝、3年次に全日本ジュニア選手権で個人優勝を果たす。高校卒業後は明治大学に進学し、3年次に全国学生相撲選手権大会ベスト8、4年次に全国学生個人体重別選手権無差別級3位などの実績を残した。しかし、相撲は大学を最後にやめるつもりであったため、4年次の6月には企業への就職内定を得ていた。ところが、学生最後の大会として臨んだ学生選手権では決勝トーナメントに進出することができなかった。相撲に未練が残ったことで、母親の後押しも受けて大相撲入りを決断し、内定を辞退して埼玉栄高校出身者も在籍する阿武松部屋へ入門することにした。
2016年3月場所で初土俵を踏み、同期生には朝乃山、豊山、美ノ海らがいる。2017年1月場所では、十両経験者の大雷童らに勝利して、7戦全勝で三段目優勝をした。同年7月場所では西幕下8枚目まで番付を上げたが、入門以来初めての負け越しに終わった。2018年5月場所直前に左眼に網膜剥離を発症し、2場所連続で全休した（5月場所の1番相撲は不戦敗）。2019年7月場所からそれまで本名だった四股名を「元亀」に改名。明大相撲部の監督が、「激動の時代を生き抜くように、それと元気よくということで」という理由で、戦国時代（1570年～1573年）の元号の「元亀」から取って命名したものである。2021年9月場所限りで引退。度重なる怪我の影響で十分な稽古を積めなくなったことで引退を決意したという。引退後は物流関係の仕事をしつつ、明治大学のコーチを務めている。

## 主な成績
- 通算成績：115勝82敗27休（33場所）
- 各段優勝
  - 三段目優勝：1回（2017年1月場所）

| | 一月場所 初場所（東京） | 三月場所 春場所（大阪） | 五月場所 夏場所（東京） | 七月場所 名古屋場所（愛知） | 九月場所 秋場所（東京） | 十一月場所 九州場所（福岡） |
| --- | ----------------------- | ----------------------- | ----------------------- | --------------------------- | ----------------------- | --------------------------- |
| 2016年 （平成28年） | x                       | （前相撲）              | 東序ノ口14枚目 5–2      | 西序二段59枚目 6–1          | 東三段目92枚目 6–1      | 西三段目33枚目 4–3          |
| 2017年 （平成29年） | 西三段目16枚目 優勝 7–0 | 東幕下13枚目 4–3        | 西幕下10枚目 4–3        | 西幕下8枚目 2–5             | 西幕下20枚目 2–5        | 東幕下33枚目 4–3            |
| 2018年 （平成30年） | 東幕下26枚目 3–4        | 西幕下33枚目 5–2        | 西幕下17枚目 0–1–6      | 西幕下57枚目 休場 0–0–7     | 東三段目38枚目 5–2      | 東三段目15枚目 5–2          |
| 2019年 （平成31年 /令和元年） | 西幕下51枚目 5–2        | 西幕下31枚目 4–3        | 西幕下25枚目 5–2        | 東幕下14枚目 2–5            | 東幕下25枚目 5–2        | 東幕下20枚目 2–5            |
| 2020年 （令和2年） | 東幕下35枚目 3–4        | 東幕下46枚目 3–4        | 感染症拡大 により中止   | 東三段目筆頭 5–2            | 西幕下35枚目 5–2        | 東幕下22枚目 4–3            |
| 2021年 （令和3年） | 東幕下17枚目 4–3        | 西幕下13枚目 3–4        | 東幕下19枚目 休場 0–0–7 | 東幕下59枚目 4–3            | 西幕下48枚目 引退 0–0–7 | x                           |
| 各欄の数字は、「勝ち-負け-休場」を示す。 優勝 引退 休場 十両 幕下 三賞：敢=敢闘賞、殊=殊勲賞、技=技能賞 その他：★=金星 番付階級：幕内 - 十両 - 幕下 - 三段目 - 序二段 - 序ノ口 幕内序列：横綱 - 大関 - 関脇 - 小結 - 前頭（「#数字」は各位内の序列） |                         |                         |                         |                             |                         |                             |

## 改名歴
- 武政 進之介（たけまさ しんのすけ）：2016年3月場所 - 2019年5月場所
- 元亀 進之介（げんき -）：2019年7月場所 - 2021年9月場所